# Martin Segers
Martin Segers (27 de abril de 1946) es un deportista belga que compitió en judo. Ganó una medalla de bronce en el Campeonato Europeo de Judo de 1969 en la categoría de –93 kg.

## Palmarés internacional
| Campeonato Europeo | Campeonato Europeo | Campeonato Europeo | Campeonato Europeo |
| Año                | Lugar              | Medalla            | Categoría          |
| ------------------ | ------------------ | ------------------ | ------------------ |
| 1969               | Ostende (Bélgica)  | Medalla de bronce  | –93 kg             |